# Cấu hình Bluetooth

Bluetooth logo

Một Cấu hình Bluetooth là một đặc điểm kỹ thuật liên quan đến một khía cạnh của truyền thông không dây dựa trên Bluetooth giữa các thiết bị.  Để sử dụng công nghệ Bluetooth, thiết bị phải tương thích với các tập hợp Cấu hình Bluetooth cần thiết để sử dụng các dịch vụ mong muốn. Cấu hình Bluetooth là cốt lõi của kỹ thuật Bluetooth và (tùy chọn) giao thức bổ sung. Trong khi profile có thể sử dụng một số tính năng của công nghệ cốt lõi, phiên bản cụ thể của cấu hình hiếm khi được gắn liền với các phiên bản cụ thể của công nghệ cốt lõi. Ví dụ: Hands-Free Profile (HFP) 1.5 triển khai sử dụng cả trên Bluetooth 2.0 và Bluetooth 1.2.
Cách một thiết bị sử dụng công nghệ Bluetooth phụ thuộc vào khả năng cấu hình của nó. Các cấu hình cung cấp các tiêu chuẩn mà các nhà sản xuất theo để cho phép các thiết bị sử dụng Bluetooth theo cách mong muốn. Các cấu hình cung cấp các tiêu chuẩn mà các nhà sản xuất theo để cho phép các thiết bị sử dụng Bluetooth theo cách mong muốn. Đối với Bluetooth năng lượng thấp xếp chồng theo Bluetooth V4.0 là một bộ cấu hình đặc biệt được áp dụng.
Tối đa, mỗi cấu hình đặc điểm kỹ thuật chứa thông tin về các chủ đề sau:
- Phụ thuộc vào các định dạng khác
- Đề xuất các định dạng giao diện người dùng
- Phần cụ thể của Bluetooth ngăn xếp giao thức được sử dụng bởi cấu hình. Thực hiện nhiệm vụ của nó, mỗi cấu hình sử dụng tùy chọn đặc biệt và các thông số ở mỗi lớp của xếp chồng. Điều này có thể bao gồm một phác thảo của các bản ghi dịch vụ theo yêu cầu, nếu thích hợp.

Bài viết này tóm tắt các định nghĩa hiện tại và các ứng dụng có thể có của mỗi cấu hình.

## Danh sách các cấu hình
Các cấu hình sau được xác định và được thông qua bởi Bluetooth SIG:

### Advanced Audio Distribution Profile (A2DP)
Cấu hình này xác định cách âm thanh đa phương tiện có thể được truyền trực tiếp từ một thiết bị khác qua kết nối Bluetooth. Ví dụ, âm nhạc có thể được truyền trực tiếp từ một Điện thoại di động, đến một tai nghe không dây, máy trợ thính, hoặc từ một máy tính xách tay/máy tính để bàn với một tai nghe không dây.
Cấu hình Audio/Video Remote Control (AVRCP) thường được sử dụng kết hợp với A2DP cho điều khiển từ xa trên các thiết bị như tai nghe, hệ thống âm thanh xe hơi, hoặc từng chiếc loa độc lập. Các hệ thống này cũng có thể bao gồm micro và sử dụng cấu hình Headset (HSP) hoặc Hands-Free (HFP) cho cuộc gọi thoại.
A2DP được thiết kế để chuyển một đơn hướng 2 kênh âm thanh nổi, như âm nhạc từ một máy nghe nhạc MP3, với một tai nghe hoặc radio cho xe hơi. Cấu hình này dựa trên AVDTP và GAVDP. Nó bao gồm hỗ trợ bắt buộc đối với bộ mã độ phức tạp thấp SBC (không nên nhầm lẫn với các mã tín hiệu thoại của Bluetooth như CVSDM), và hỗ trợ tùy chọn: MPEG-1, MPEG-2, MPEG-4, AAC, và ATRAC, và có thể mở rộng để hỗ trợ nhà sản xuất xác định giải mã, chẳng hạn như apt-X.
Một số ngăn xếp Bluetooth thi hành chương trình SCMS-T digital rights management (DRM). Trong những trường hợp này, nó không thể kết nối đến một số tai nghe A2DP cho âm thanh chất lượng cao.

### Cấu hình thuộc tính (ATT)
ATT là một giao thức ứng dụng dạng dây cho kỹ thuật Bluetooth năng lượng thấp. Nó liên quan chặt chẽ đến hồ sơ thuộc tính chung (GATT).

### Cấu hình điều khiển từ xa Audio/Video (AVRCP)
Cấu hình này được thiết kế để cung cấp một giao diện tiêu chuẩn cho việc kiểm soát TV, thiết bị Hi-fi,... để cho phép duy nhất một điều khiển từ xa (hoặc thiết bị khác) có thể kiểm soát tất cả các thiết bị A/V mà một người dùng có quyền truy cập. Nó có thể được sử dụng trong buổi hòa nhạc với A2DP hoặc VDP.
Nó có khả năng mở rộng phụ thuộc vào nhà cung cấp.
AVRCP có nhiều phiên bản với chức năng tăng đáng kể:
- 1.0—Các lệnh điều khiển từ xa cơ bản (chơi/tạm dừng/dừng lại, vv)
- 1.3—tất cả của 1.0 cộng với siêu dữ liệu và hỗ trợ máy nghe nhạc
  - Tình trạng của nguồn âm nhạc (đang chơi, đang dừng, vv)
  - Thông tin siêu dữ liệu của từng bài (ca sĩ, tên ca khúc, vv.).
- 1.4—tất cả của 1.0 và 1.3 cộng với khả năng duyệt cho nhiều bài nhạc
  - Duyệt và thao tác của nhiều người chơi
  - Duyệt siêu dữ liệu đa phương tiện cho mỗi bài nhạc, bao gồm cả một danh sách "Đang chơi"
  - Khả năng tìm kiếm cơ bản
- 1.5—tất cả của 1.0, 1.3 và 1.4 cộng với đặc điểm kỹ thuật sửa chữa và làm rõ để điều chỉnh âm lượng tối đa, tính năng duyệt và các tính năng khác.

### Basic Imaging Profile (BIP)
Cấu hình này được thiết kế để gửi hình ảnh giữa các thiết bị, bao gồm khả năng thay đổi kích thước và chuyển đổi hình ảnh, làm cho chúng phù hợp với các thiết bị nhận. Nó có thể được chia thành các phần nhỏ hơn:
Image PushCho phép gửi hình ảnh từ một thiết bị người dùng điều khiển.
Image PullCho phép duyệt và tìm kiếm hình ảnh từ một thiết bị từ xa.
Advanced Image Printingin hình ảnh với các tùy chọn nâng cao bằng cách sử dụng định dạng DPOF được phát triển bới Canon, Kodak, Fujifilm, và Matsushita
Automatic ArchiveCho phép tự động sao lưu tất cả những hình ảnh mới từ một thiết bị nguồn. Ví dụ: một laptop có thể tải về tất cả các hình ảnh mới từ một máy ảnh bất cứ khi nào trong phạm vi của nó.
Remote CameraCho phép người dùng điều khiển từ xa một máy ảnh kỹ thuật số. Ví dụ: một người dùng có thể đặt máy ảnh trên chân máy cố định, sử dụng điện thoại di động để kiểm tra xem tất cả mọi người đã ở trong khung hình chưa và kích hoạt màn trập để chụp ảnh.
Remote DisplayCho phép người dùng chuyển đổi giữa các ảnh trên thiết bị khác. Ví dụ: một người dùng có thể trình chiếu cho một bài thuyết trình bằng cách chuyển đổi các hình ảnh trên một máy chiếu.

### Basic Printing Profile (BPP)
Cấu hình này cho phép thiết bị gửi văn bản, e-mails vCard, hoặc những mục khác đến máy in dựa trên chức năn In. Nó khác với HCRP ở chỗ nó không cần trình điều khiển máy in cụ thể. Điều này làm cho nó phù hợp hơn với các thiết bị nhúng như điện thoại di động và máy ảnh kỹ thuật số là những thiết bị không dễ dàng để cập nhật các trình điều khiển phụ thuộc vào các nhà cung cấp máy in.

### Common ISDN Access Profile (CIP)
Trang bị này không hạn chế truy cập vào dịch vụ, dữ liệu và tín hiệu mà Mạng số tích hợp đa dịch vụ cung cấp.

### Cordless Telephony Profile (CTP)
Thiết kế này dành cho điện thoại không dây sử dụng Bluetooth. Nó hy vọng rằng điện thoại di động có thể sử dụng một cổng CTP Bluetooth kết nối với một điện thoại cố định khi ở trong nhà, và các mạng điện thoại di động khi ra khỏi phạm vi. Nó là trung tâm của Bluetooth SIG 'điện thoại 3 trong 1' khi sử dụng.

### Device ID Profile (DIP)
Cấu hình này cho phép một thiết bị được xác định ở trên và vượt ra ngoài giới hạn của lớp thiết bị đã có sẵn trong Bluetooth. Nó cho phép xác định nhà sản xuất, ID sản phẩm, phiên bản sản phẩm, và phiên bản của các đặc điểm kỹ thuật ID thiết bị được đáp ứng. Nó rất hữu ích trong việc cho phép máy tính xác định một thiết bị kết nối và tải về điều khiển thích hợp. Nó kích hoạt các ứng dụng tương tự như kỹ thuật Plug-and-play được cho phép.

### Cấu hình mạng quay số (DUN)
Cấu hình này cung cấp một tiêu chuẩn để truy cập vào Internet và dịch vụ dial-up qua Bluetooth. Các kịch bản phổ biến nhất là truy cập Internet từ một máy tính xách tay bằng cách quay số trên một điện thoại di động, không dây. Nó dựa trên Serial Port Profile (SPP), và cung cấp chuyển đổi khá dễ dàng cho các sản phẩm hiện có, thông qua nhiều tính năng mà nó có điểm chung với mạng dây hiện tại giao thức nối tiếp cho các nhiệm vụ tương tự. Chúng bao gồm bộ lệnh AT quy định trong Viện Tiêu chuẩn Viễn thông châu Âu (ETSI) 07.07, và Point-to-Point Protocol (PPP).
DUN phân biệt điểm khởi đầu (DUN Terminal) của kết nối và cung cấp dịch vụ (DUN Gateway) của kết nối. Gateway cung cấp một giao diện modem và thiết lập kết nối tới một Gateway PPP. Thiết bị đầu cuối thực hiện việc sử dụng các modem và giao thức PPP để thiết lập kết nối mạng. Trong điện thoại tiêu chuẩn, chức năng Gateway PPP thường được thực hiện bởi các điểm truy cập của nhà cung cấp dịch vụ viễn thông. Trong điện thoại thông minh, Gateway PPP thường được cung cấp bởi điện thoại và chia sẻ kết nối thiết bị đầu cuối.

### Cấu hình Fax (FAX)
Hồ sơ này được thiết kế để cung cấp một giao diện rõ ràng giữa một điện thoại di động hoặc điện thoại cố định và một máy tính với phần mềm Fax được cài đặt. Hỗ trợ phải được cung cấp cho ITU T.31 và/hoặc ITU T.32 lệnh AT đặt theo quy định của ITU-T. Dữ liệu và các cuộc gọi thoại không nằm trong cấu hình này.

### Cấu hình truyền tệp tin (FTP)
Cung cấp khả năng duyệt, thao tác và truyền đối tượng (các tập tin và thư mục) trong một "cửa hàng đối tượng" (hệ thống tập tin) của một hệ thống khác. Sử dụng GOEP làm cơ sở.

### Cấu hình truy cập chung (GAP)
Cung cấp cơ sở cho tất cả các cấu hình khác. GAP định nghĩa cách hai thiết bị Bluetooth tìm thấy và thiết lập kết nối với nhau.

### Cấu hình thuộc tính chung (GATT)
Cung cấp cấu hình phát hiện và mô tả các dịch vụ cho giao thức Bluetooth năng lượng thấp. Nó định nghĩa như thế nào một tập hợp các thuộc tính ATT được nhóm lại với nhau để tạo thành dịch vụ.

### Cấu hình chung trao đổi đối tượng (GOEP)
Cung cấp cơ sở cho các cấu hình dữ liệu khác. Dựa trên OBEX và đôi khi được xem như vậy.